# V Tauri
V Tauri är en pulserande variabel av Mira Ceti-typ i stjärnbilden Oxen. 
Stjärnan varierar mellan magnitud +8,5 och 14,6 med en period av 168,7 dygn.